# Bring your own device

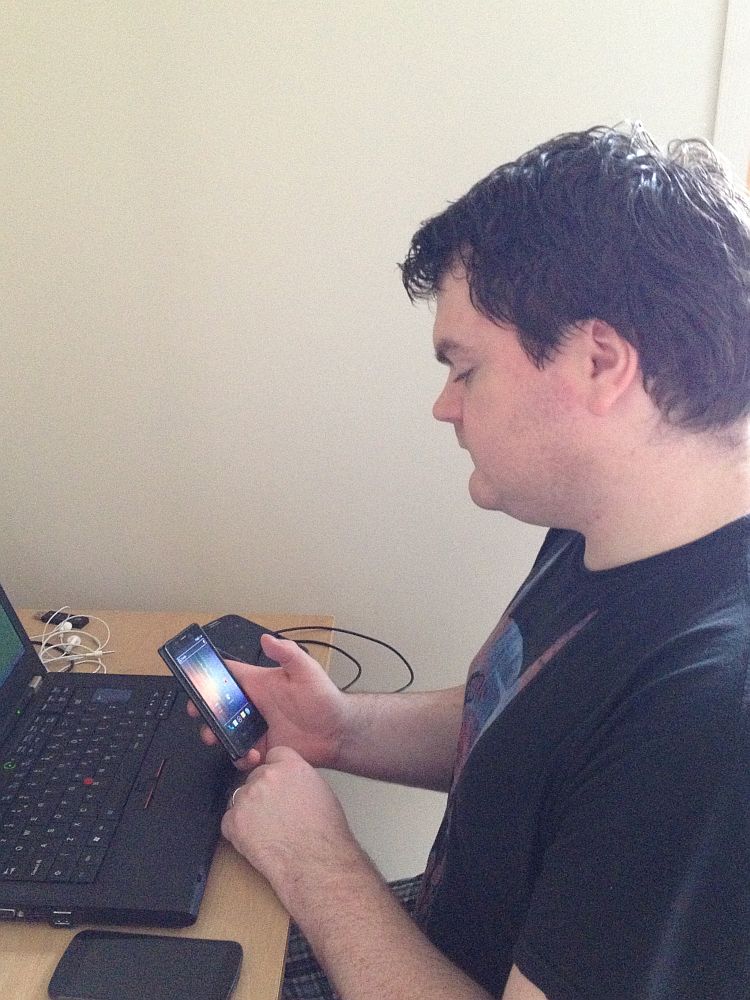
Los resultados de una encuesta reciente indican que el programa BYOD de Intel, que incluye a más de 19 000 empleados, ha generado 2,75 millones de horas de productividad.

Bring your own device («trae tu propio dispositivo» en inglés), abreviado BYOD, es una política empresarial consistente en que los empleados lleven sus propios dispositivos personales (portátiles, tabletas, móviles…) a su lugar de trabajo para tener acceso a recursos de la empresa tales como correos electrónicos, bases de datos y archivos en servidores así como datos y aplicaciones personales. También se le conoce como «bring your own technology«(BYOT, «trae tu propia tecnología»), ya que de esta manera se expresa un fenómeno mucho más amplio puesto que no sólo cubre al equipo sino que también cubre al software.
BYOD también ha llegado al ámbito educativo con la incorporación de las tecnologías. Alberta Education lo define así: «BYOD es un modelo tecnológico en el cual los estudiantes llevan su dispositivo personal a la escuela con objeto de aprender».

## Problemática
BYOD está haciendo grandes cambios en el mundo de los negocios ya que alrededor de un 90% de los empleados (en los países desarrollados) utilizan sus equipos de algún modo para acceder a la información de la empresa. En la mayoría de los casos las empresas no pueden cambiar esta tendencia. Algunos creen que BYOD ayuda a los empleados a ser más productivos, y otros creen que eleva la moral de los empleados ya que se permite la flexibilidad dentro de la empresa. De no tomarse controles, esta práctica puede ser muy perjudicial para la empresa ya que puede dejar fisuras donde se puede filtrar la información o introducir aplicaciones malignas a la red. Por ejemplo: si un empleado utiliza un Teléfono inteligente para acceder a la red de la compañía y luego lo pierde, la información confidencial guardada en el teléfono podría llegar a manos no confiables.

Uno de los inconvenientes más grandes que existen con BYOD consiste en rastrear y controlar acceso a redes privadas y corporativas. Los dispositivos a conectarse por BYOD, tienen que tener configurados un protocolo seguridad inalámbrica para evitar accesos no deseados. Principalmente WPA2-Enterprise, el cual es el único nivel de seguridad de conexión inalámbrica que permite las tres formas de seguridad: cifrado de información en tránsito, autenticidad de usuario y autenticidad de red.

## Soluciones
Para disminuir los riesgos que implican la adopción de la política BYOD, las empresas han comenzado a tomar algunas medidas para controlar la seguridad:
1. Crear políticas y protocolos de privacidad y seguridad en cuanto al acceso de la información dentro de la corporación.
2. Uso de aplicaciones web, de esta manera, tanto la información como la aplicación reside en un servidor web seguro, sin dejar nada en el equipo del usuario.
3. Uso de MDM para asegurarse que las políticas de seguridad y conexión se ejecuten en la empresa.

## Ámbito educativo
Dentro del ámbito educativo podemos nombrar algunas ventajas y desventajas del modelo BYOD.

### Ventajas
- El hecho de que los estudiantes utilicen su propio dispositivo fomenta en ellos un incremento de su rendimiento.
- Su satisfacción es mayor debido a que utilizan una tecnología que se sitúa dentro de su zona de confort.
- Promueve la flexibilidad propia del aprendizaje ubicuo.
- Se obtiene una mayor libertad para configurar y personalizar el entorno de trabajo.

### Desventajas
- Puede surgir la incompatibilidad entre aplicaciones y dispositivos, lo que requiere atención a la planificación.
- Puede afectar a la seguridad y privacidad de la red de conexión.
- Las posibilidades de propagar malware se aumentan, ya que la seguridad de los dispositivos está en manos de los alumnos y no del centro escolar u otra institución.
- No todos los estudiantes tienen la capacidad económica para comprar dispositivos propios.